# Route nationale 50
Die Route nationale 50, kurz N 50 oder RN 50, ist eine ehemalige eine französische Nationalstraße.
Die Nationalstraße wurde im Jahr 1824 aus der Route imperialé 53 eingerichtet. Zuerst verlief die Strecke zwischen Arras und Douai. Ihre Länge betrug 24 Kilometer.
Im Jahr 1933 wurde die Streckenführung bis zur belgischen Grenze verlängert. Dabei verlief die Straße zwischen Douai und Râches auf der Trasse der Nationalstraße N17. Diese Verlängerung wurde mit der Reform von 1972 wieder rückgängig gemacht.
Im Jahr 2006 erfolgte die Abstufung zu unterschiedlichen Département-Straßen.